# هیما کالدیره
هیما کالدیره (انگلیسی: Hilma Caldeira؛ زادهٔ ۵ ژانویهٔ ۱۹۷۲) بازیکن والیبال اهل برزیل است.